# Ukurçay
Ukurçay (azerbajdzjanska: Kənarçay) är ett vattendrag i Azerbajdzjan.   Det ligger i distriktet Qusar Rayonu, i den nordöstra delen av landet, 190 km nordväst om huvudstaden Baku.
Omgivningarna runt Ukurçay är en mosaik av jordbruksmark och naturlig växtlighet. Runt Ukurçay är det ganska glesbefolkat, med 48 invånare per kvadratkilometer.